# Куликольський сільський округ (Уаліхановський район)
Кулико́льський сільський округ (каз. Құлыкөл ауылдық округі, рос. Кулыкольский сельский округ) — адміністративна одиниця у складі Уаліхановського району Північноказахстанської області Казахстану. Адміністративний центр — село Куликоль.
Населення — 1074 особи (2021; 1545 у 2009, 1867 у 1999, 2656 у 1989).
Станом на 1989 рік існувала Чапаєвська сільська рада (села Каратал, П'яте Декабря, Чапаєвське) колишнього Валіхановського району.

## Склад
До складу округу входять такі населені пункти:
| Населений пункт | Старі назви   | Населення, осіб (1989) | Населення, осіб (1999) | Населення, осіб (2009) | Населення, осіб (2021) |
| --------------- | ------------- | ---------------------- | ---------------------- | ---------------------- | ---------------------- |
| Береке, село    | П'яте Декабря | 441                    | 343                    | 287                    | 152                    |
| Каратал, село   | -             | 443                    | 354                    | 311                    | 204                    |
| Куликоль, село  | Чапаєвське    | 1772                   | 1170                   | 947                    | 718                    |